# 皇家藝術學會

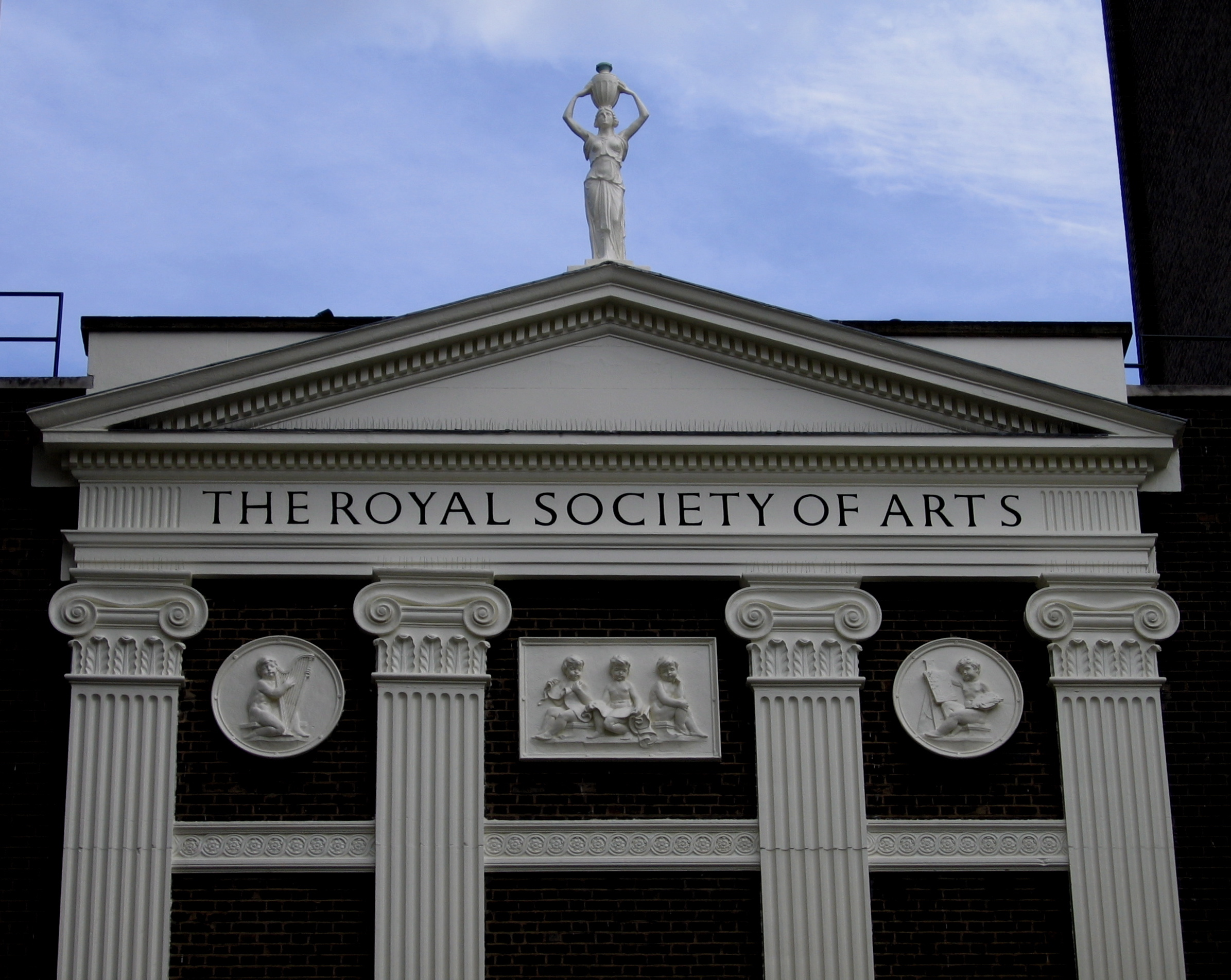
英国皇家藝術學會

皇家藝術、制造、商业學會（英語：The Royal Society for the Encouragement of Arts, Manufactures and Commerce），简称皇家藝術學會（英語：Royal Society of Arts）是英国的一个多学科机构，位于伦敦，成立于1754年，于1847年被授予皇家宪章。

## 歷史
威廉·希普利於1754年成立了藝術、製造和商業促進協會，1847年獲得皇家憲章，並於1908年由愛德華七世國王在其名稱中使用“皇家”一詞的權利。在皇家文藝學會的建筑中楣上刻有「Royal Society of Arts」，此简称及缩写「RSA」比較其全称更被频繁使用。皇家文藝制造商业學會的使命在其成立章程中描述为“鼓励企业，扩大科学，提炼艺术，改进我们的制造业，拓展我们的商业”，但是也需要减少贫困，及保证全面就业。過去的著名學者包括查爾斯·狄更斯、本傑明·富蘭克林、斯蒂芬·霍金、卡爾·馬克思、亞當·斯密、納爾遜·曼德拉、大衛·阿滕伯勒、威廉·霍加斯、約翰·迪芬貝克和蒂姆·伯納斯-李。今天，RSA 的研究員來自全球 80 個國家。